# برايان بنينج
برايان بنينج هو لاعب هوكي جليد كندي، ولد في 10 يونيو 1966 في إدمونتون في كندا.

## وصلات خارجية
- برايان بنينج على موقع دوري الهوكي الوطني (الإنجليزية)
- برايان بنينج على موقع قاعة مشاهير الهوكي (لاعب أن.إتش.أل) (الإنجليزية)
- برايان بنينج على موقع EliteProspects.com (الإنجليزية)
- برايان بنينج على موقع HockeyDB.com (الإنجليزية)
- برايان بنينج على موقع Hockey-Reference.com (الإنجليزية)